# Chrustalnyj
Chrustalnyj (ukrajinsky Хрустальний; do roku 1920 Kryndačivka, ukrajinsky Криндачівка) je město v Luhanské oblasti na východě Ukrajiny.
Celé město tvoří z administrativního hlediska vlastní rajón. V současné době zde žije okolo 80 000 obyvatel (v roce 1993 to bylo však ještě 115 000). Založeno bylo pod názvem Krindačjovka na počátku 20. století; své jméno Krasnyj Luč získalo roku 1920. Za rozvoj vděčí těžbě černého uhlí; Chrustalnyj se stal jedním z nejvýznamnějších těžebních center v celé Doněcké pánvi. Po roce 1991 však nastal útlum, krize a také odliv obyvatelstva do více prosperujících měst.

## Vývoj počtu obyvatel
| 1923 | 1926 | 1939   | 1959   | 1970    | 1979    | 1989    | 2001   | 2005   | 2013   | 2022   |
| ---- | ---- | ------ | ------ | ------- | ------- | ------- | ------ | ------ | ------ | ------ |
| 1811 | 7009 | 59 271 | 93 764 | 102 636 | 105 946 | 113 278 | 94 875 | 89 688 | 81 162 | 79 533 |

Zdroj: 1923–1989:;
2001–2013: